# 다이앤 서머필드
다이앤 서머필드(영어: Diane Sommerfield, 1949년 10월 24일 ~ 2001년 3월 9일)는 미국의 배우이다. 본명은 다이앤 이본 영(Diane Yvonne Young)이다. 연속극 《우리 생애 나날들》에서 밸러리 그랜트 역으로 출연했다.
워싱턴 D.C.에서 나고 죽었다.

## 영화
- 블랙 대부 (1974년)
- 우리 생애 나날들 (1965년)